# Referéndums de Suiza de 2023
Los referéndums de Suiza de 2023 se llevarán a cabo mediante votaciones nacionales previstas para el 18 de junio, el 22 de octubre (junto con las elecciones federales) y el 26 de noviembre.

## Referéndums del 12 de marzo
Aunque se había programado el 12 de marzo como día de votación, no se aprobaron referéndums nacionales para la fecha. Sin embargo, se llevaron a cabo referéndums cantonales en Ginebra (sobre un aumento propuesto en la tasa impositiva sobre las ganancias para los grandes accionistas) y Basilea-Ciudad (sobre recortes de impuestos).

## Referéndums del 18 de junio
El 18 de junio se celebrarán tres referéndums:
- Sobre la implementación del proyecto OCDE/G20: una enmienda a la Constitución Federal Suiza que tiene como objetivo garantizar que los grandes grupos corporativos internacionales estén gravados con una tasa impositiva corporativa de al menos el 15%, tal como lo proponen la OCDE y el G20. Las enmiendas fueron aprobadas por el parlamento el 16 de diciembre de 2022.[4]
- Sobre la Ley Federal de Objetivos de Protección Climática, Innovación y Fortalecimiento de la Seguridad Energética: una propuesta parlamentaria que busca reducir gradualmente el consumo de petróleo mineral y gas natural en Suiza a través del apoyo financiero para quienes reemplazan su calefacción de petróleo, gas o eléctrica, y para las empresas que invierten en tecnologías amigables con el clima. El objetivo es que Suiza sea climáticamente neutral para 2050.
- Sobre la Modificación de 16 de diciembre de 2022 a la Ley COVID-19: modificación que prorroga hasta mediados de 2024 el plazo de aplicación de las disposiciones legales sobre determinadas medidas de la Ley COVID-19 como los certificados COVID o la importación de medicamentos para enfermedades relacionadas con casos graves de COVID-19.